# 鳴海エリカ
鳴海 エリカ（なるみ えりか、1972年9月2日 - ）は、日本の女性声優。

## 人物
- 本名・旧名：本田 千秋（ほんだ ちあき）[1][4]。愛称はこのころの名前から「ちありん」。
- 現在の所属はフリー。以前は81プロデュースやアズリードカンパニーに所属していた[2]。
- 趣味は歌、エレクトーン[2]。
- 資格は幼稚園教諭二種免許[2]。

## 出演
太字はメインキャラクター。

### テレビアニメ
1999年
- KAIKANフレーズ（女子高生2）

2003年
- 明日のナージャ（メイド）
- 金色のガッシュベル!!（2003年 - 2004年、石川、保健の先生）

2004年
- 下級生2〜瞳の中の少女たち〜（大山恵比子、女将）

2005年
- ラムネ（近衛各務）

2008年
- 恋姫†無双（2008年 - 2010年、諸葛亮）- 3シリーズ

2010年
- FORTUNE ARTERIAL 赤い約束（紅瀬桐葉）

2014年
- グリザイアシリーズ（2014年 - 2015年、春寺由梨亜）- 2シリーズ+特別編

### OVA
- 恋姫†無双 OVAシリーズ（2009年 - 2011年、諸葛亮）- 4作品

### ゲーム
2003年
- おめがねティーチャー Valentine Plan（櫻井沙耶）※アダルト作品

2004年
- CROSS†CHANNEL シリーズ（2004年 - 2014年、桐原冬子） - 3作品

2005年
- ラムネ〜ガラスびんに映る海〜（近衛各務）

2006年
- ふぁいなりすと

2008年
- 恋姫†夢想 〜ドキッ☆乙女だらけの三国志演義〜（諸葛亮）
- Scarlett 〜日常の境界線〜（エレナ・フランク、イリカ・ハイルマン）

2010年
- プリンセスラバー! 〜Eternal Love For My Lady〜（シルヴィア＝ファン・ホッセン）
- 真・恋姫†夢想〜乙女繚乱☆三国志演義〜 蜀編（諸葛亮）

2011年
- 真・恋姫†夢想 〜乙女対戦★三国志演義〜（諸葛亮）
- 忙しい人のためのえいやしょう（蓬莱山輝夜）※同人作品

2012年
- オレは少女漫画家（2012年 - 2013年、紫堂楓）- 2作品

2013年
- グリザイアシリーズ（2013年 - 2017年、春寺由梨亜）- 4作品

2014年
- アイドル魔法少女ちるちる☆みちる（JB）
- 恋姫†演武（諸葛亮）
- もっと姉、ちゃんとしようよっ! +PLUS（クローディア・ギグス）

2016年
- 果つることなき未来ヨリ（ナナオ・フェティ）- PS Vita版

### ドラマCD
- TVアニメ「恋姫†無双」乙女的二重奏歌〜関羽×張飛〜（2008年、諸葛亮）
- 謎解きR.P.G. Battle-Side & Love-Side COMPLETE DISC（2018年、7色ファントムズ）

### ラジオドラマ・Webドラマ
- 盟友機バディオーン（フローレンス矢作）
- ギャラリーフェイク[2]
- moon dropped ～月落～ / ～月女～（ソリマ[2]）

### ラジオCD
- 真・ラジオ恋姫†無双 再編集版 Vol.02（2010年7月23日）
- 真・恋姫†無双〜乙女大乱〜 DVD/BD第7巻初回限定版特典 真・ラジオ恋姫†無双DVD出張版CD（ゲスト、2011年）

### 舞台
- フェドー劇場公演
  - アゲイン（星夢子[2]）
  - オールウェイズ（波風達子[2]）
  - ファナティックミューズ[2]
  - ペ天使達の晩餐会[2]

## ディスコグラフィ

### その他の楽曲
| 発売日         | 商品名                              | 歌                           | 楽曲                                             | 備考                                             |
| -------------- | ----------------------------------- | ---------------------------- | ------------------------------------------------ | ------------------------------------------------ |
| 2002年5月24日  | Realize Me オリジナルイメージソング | 鳴海エリカ                   | 「何度でもハッピーエンド」                       | PCゲーム『Realize Me』イメージソング             |
| 2002年         |                                     | 鳴海エリカ                   | 「ケーキ」                                       | PCゲーム『ケーキ×3! 苺いちえ』オープニングテーマ |
| 2002年         | 「優しい気持ち。」                  | 鳴海エリカ                   | PCゲーム『ケーキ×3! 苺いちえ』エンディングテーマ |                                                  |
| 2004年         |                                     | 鳴海エリカ                   | 「ハートは全開！」                               | PCゲーム『めいめいめい！』オープニングテーマ     |
| 2005年12月14日 | 萌。ボーカルコレクション VOL.1      | 萌娘。（本人はコーラス参加） | 「ちっちゃなおっぱい★夢いっぱい♪」               | PCゲーム『つるぺた★はにゃぁん』主題歌            |
| 2012年8月11日  | 月虹歌劇団 1st Stage 空             | 月虹歌劇団                   | 「」                                             |                                                  |

- はたらくじどうしゃ
- 教材用CD「ミュージカル・キャッツ」

### シリーズ一覧
1. ↑  「〜To all people〜」（2004年）、「〜In memory of all people〜」（2011年）、「〜For all people〜」（2014年）
2. ↑  『グリザイアの果実 -LE FRUIT DE LA GRISAIA-』（2013年）、『グリザイアの迷宮 -LE LABYRINTHE DE LA GRISAIA-』（2014年）、『グリザイアの楽園 -LE EDEN DE LA GRISAIA-』（2014年）、『グリザイアの果実 -SIDE EPISODE-』（2017年）

### ユニットメンバー
1. ↑  金田まひる、児玉さとみ、東風たまこ
2. ↑  梅原千尋、加澄もも、鳴海エリカ、比嘉建子、友永朱音、廣田詩夢、やなせなつみ